# دان جونسون (لاعب كرة قاعدة)
دان جونسون (بالإنجليزية: Dan Johnson)‏ هو لاعب كرة قاعدة أمريكي، ولد في 10 أغسطس 1979 في كون رابيدز في الولايات المتحدة.

## وصلات خارجية
- دان جونسون على موقع دوري كرة القاعدة الرئيسي (الإنجليزية)
- دان جونسون على موقع الدوري الياباني لكرة القاعدة (الإنجليزية)
- دان جونسون على موقعبيزبول رفرنس.كوم (الدوري الرئيسي) (الإنجليزية)
- دان جونسون على موقعبيزبول رفرنس.كوم (الدوري الثانوي) (الإنجليزية)
- دان جونسون على موقع إي إس بي إن.كوم (أم.أل.بي) (الإنجليزية)
- دان جونسون على موقع مشجعي الرسوم البيانية (الإنجليزية)